# TBS
Telecom Billing Systems ApS, almindeligvis kaldt TBS, var en dansk telefonsexudbyder, som frem til sin lukning i 2001/2 benyttede et nummerviser-system til at identificere sine kunder. Denne praksis blev påtalt af Forbrugerombudsmanden, som i marts 2001 lagde sag an i Sø- og Handelsretten for at få firmaet til at benytte en sikrere metode til kundeidentifikation. I løbet af sagen overdrog TBS en del af sine aktiviteter til søsterselskabet IBC International A/S, ofte blot kaldt IBC. Senere lukkede TBS helt, men inden sagen afsluttedes med en sejr til Forbrugerombudsmanden den 11. september 2002, var også IBC gået konkurs.

## Ekstern henvisning
TBS-sagen Arkiveret 11. marts 2007 hos  Wayback Machine på forbrug.dk